# Rory Stewart (squash)
Pour les articles homonymes, voir Stewart.
Rory Stewart, né le 19 juillet 1996 à Perth (Écosse), est un joueur écossais de squash. Il atteint le 40e rang mondial en décembre 2023, son meilleur classement.

## Biographie
Il entre dans le top 50 des joueurs mondiaux en mars 2023.